# Anna Hucoł
Anna Wasyliwna Hucoł (ukr. Анна Василівна Гуцол; ur. 16 października 1984 w Murmańsku) – ukraińska działaczka społeczna, współzałożycielka radykalnie feministycznej grupy Femen.    

## Życiorys
Urodziła się w Murmańsku w Rosji, jednak w 1991 wraz z rodzicami przeprowadziła się na Ukrainę. Ukończyła Chmielnicki Uniwersytet Narodowy na kierunku ekonomia ze specjalizacją ekonomika przedsiębiorstw. Pracowała jako asystentka ukraińskiej piosenkarki Tiny Karol.
W 2008 założyła organizację Femen, inspirowana tragicznymi historiami ukraińskich kobiet oszukanych fałszywymi obietnicami z zagranicy. Jak sama podkreślała: „Założyłam Femen, ponieważ zdałam sobie sprawę, że w naszym społeczeństwie brakuje aktywistek; Ukraina jest krajem zdominowanym przez mężczyzn, a kobiety pełnią bierną rolę". Doświadczenie zdobyte podczas pracy z Tiną Karol miało pomóc Femen w działaniach wizerunkowych i public relations.
Femen zasłynął z organizowania protestów topless, początkowo skierowanych przeciwko prostytucji na Ukrainie.
W styczniu 2011 Hucoł rozważała start Femen w wyborach do Rady Najwyższej Ukrainy, jednak organizacja finalnie nie wzięła udziału w wyborach parlamentarnych w październiku 2012.
16 listopada 2012 roku została zatrzymana przez Federalna Służba Bezpieczeństwa Federacji Rosyjskiej (FSB) na lotnisku Petersburg-Pułkowo jako osoba objęta zakazem wjazdu do Federacji Rosyjskiej. Następnie deportowano ją do Paryża.
Pod koniec sierpnia 2013, w obawie o swoje życie i wolność, Hucoł oraz inne członkinie Femen opuściły Ukrainę. W 2013 Hucoł wystąpiła o azyl w Szwajcarii, jednak 27 marca 2014 roku jej wniosek został odrzucony.